# 1097 в Україні

## Події

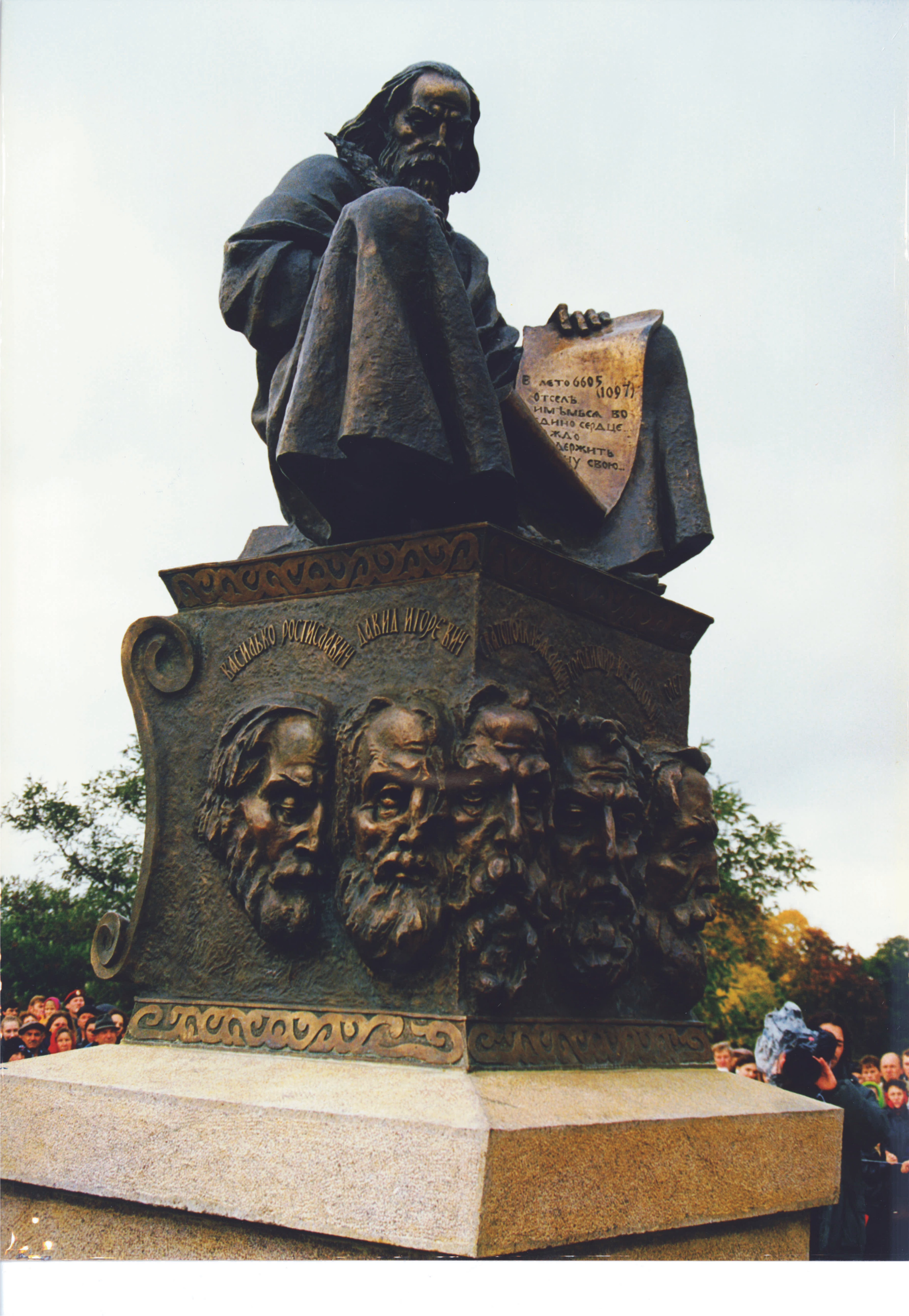
Пам'ятник Любецькому з'їзду (1997), скульптор Єршов Геннадій

- У м. Любечі відбувся Любецький з'їзд князів (київський Святополк Ізяславич, переяславський Володимир Мономах, смоленський Давид Ігорович, теребовлянський Василько Ростиславич), на якому прийнято постанову «кождо да держить отчину свою», тобто кожен із князів отримував право на землю свого батька і зобов'язувався не зазіхати на інші князівства[1].
- Порушуючи домовленості Любецького з'їзду, володимир-волинський князь Давид Ігорович осліпив теребовльського князя Василька Ростиславича.

## Особи

### Народились
- Ізяслав Мстиславич — Великий князь київський (1146—1149, 1151—1154 рр.), князь волинський (1135—1142, 1146—1151 рр.), переяславський (1132—1133, 1142—1146 рр.), полоцький (1130—1132 рр.), курський (1127—1130 рр.) з династії Рюриковичів; старший син Мстислава Великого, онук Володимира Мономаха, родоначальник волинської династії Ізяславичів, прадід Данила Галицького; (пом. 13 листопада 1154).

### Померли
- Євстратій Постник — давньоруський святий, чернець Печерського монастиря. Преподобномученик.

## Пам'ятні дати та ювілеї
- 275 років з часу (822 рік):
  - входження західноукраїнських земель до держави Велика Моравія, яку заснував Моймир I.
- 125 років з часу (972 рік):
  - смерті Великого князя київського (945—1022 рр.) з династії Рюриковичів Святослава Ігоровича (Хороброго).
  - початку правління князя Київської Русі Ярополка Святославовича.
- 75 років з часу (1022 рік):
  - перемога тмутороканського князя (990/1010—1023) Мстислава Володимировича над Редедею, ватажком абхазо-адигзькому племені касогів.
- 25 років з часу (1072 рік):
  - Прийняття «Правди Ярославичів» — збірника руських законів у Вишгороді на з'їзді трьома старшими Ярославичами — Ізяславом Ярославовичем, Святославом Ярославичем та Всеволодом Ярославовичем, що разом правили Руссю[2].

### Видатних особистостей

#### Народження
- 75 років з часу (1022 рік):
  - народження Єлизавети Ярославни — найстаршої доньки Ярослава Мудрого, видана 1045 року за норвезького конунга Гаральда Суворого; пом. 1066).
- 50 років з часу (1047 рік):
  - Вишеслави — української княжни, з 1067 року дружини польського князя, пізніше короля Болеслава II Сміливого.

#### Смерті
- 225 років з часу (872 рік):
  - убивства болгарами сина Аскольд[3].
- 125 років з часу (972 рік):
  - Святослава Ігоровича (Хороброго) — Великого князя київського (945—1022 рр.) з династії Рюриковичів; син княгині Ольги та князя Ігора Старого, батько Володимира Великого, дід Ярослава Мудрого. (нар.. 930 р.).